# لويس بلان
لويس بلان (بالفرنسية: Louis Blanc) (29 أكتوبر 1811 في مدريد - 6 ديسمبر 1882 في كان)، وهو أحد الاقتصاديين الاشتراكيين الفرنسيين الذين كانوا يدعون إلى المذهب الاشتراكي قبل ظهور كارل ماركس، وقد دعا لويس إلى إنشاء مصانع وطنية لتشغيل العمال على أن ينتخب هؤلاء العمال رؤوسائهم. ويقتصر تدخل الدولة في بداية تأسيس هذه المصانع على تقديم المعونات المادية اللازمة لها. وبعد أن تنتشر هذهِ المصانع تكون قد قضت على المشاريع الرأسمالية بصورة تدريجية.

## روابط خارجية
- لويس بلان على موقع الموسوعة البريطانية (الإنجليزية)